# Nicomedes II de Bitinia

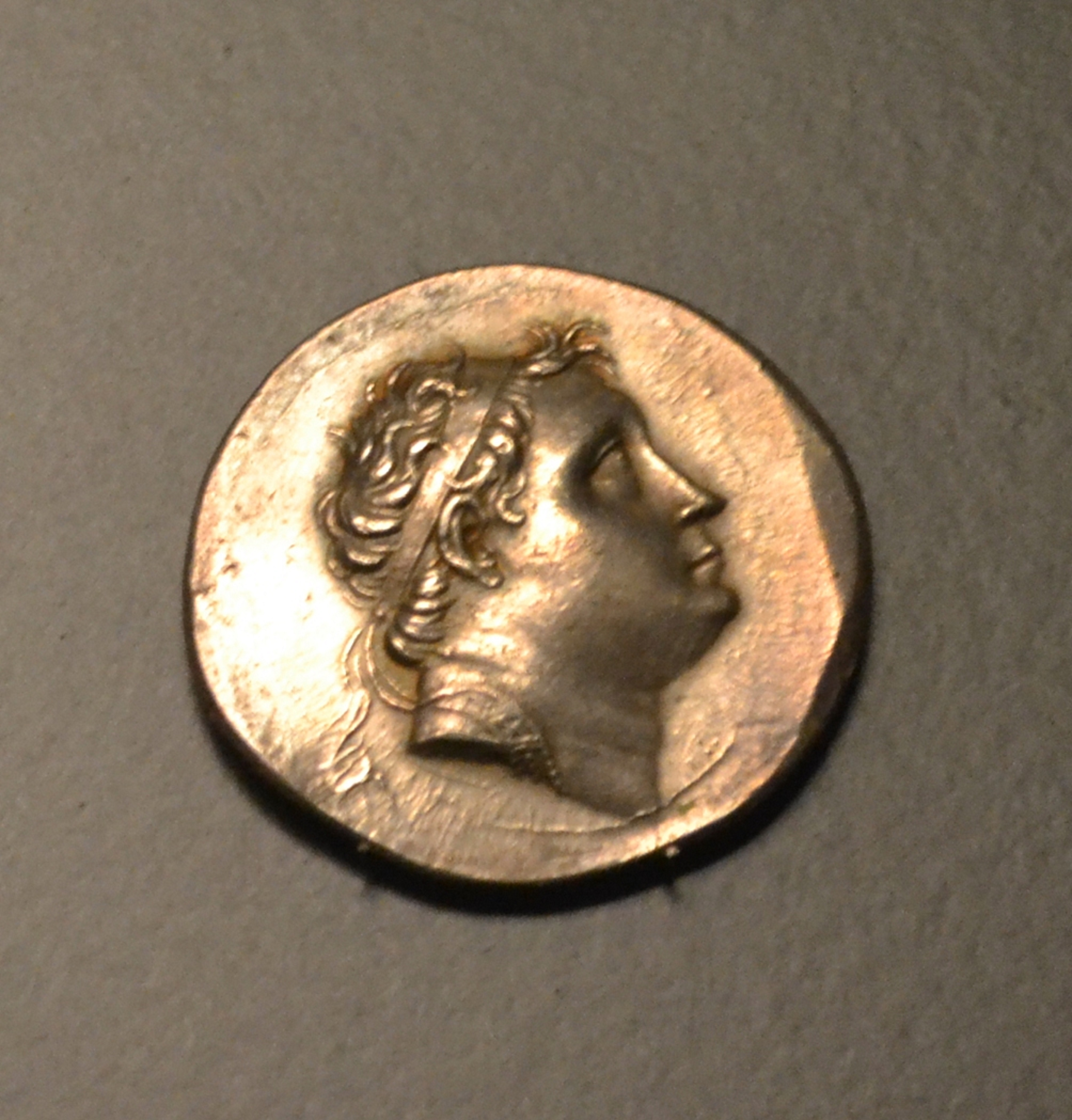
Tetradracma de Nicomedes II. Museo de Prehistoria de Valencia.

Nicomedes II Epifanes (en griego antiguo: Νικομήδης ὁ Ἐπιφανής), rey de Bitinia de 149 a 127 a. C. Fue el cuarto descendiente de Nicomedes I –uno de los reyes más notables de dicha nación, y en cuyo honor se fundaría la capital de la misma (Nicomedia) y diera nombre a varios de sus descendientes-, y fue hijo de Prusias II.
La popularidad de Nicomedes II era elevada aun antes de que su padre dejara el trono, por lo que este le envió a Roma para limitar su influencia en el reino. Sin embargo, Nicomedes II también obtuvo simpatías del Senado romano, lo cual obligó a su padre a enviar un emisario secreto con la misión de asesinarlo. No obstante, el emisario reveló el complot y persuadió al príncipe a iniciar una rebelión en contra de su padre.
Apoyado por Átalo II, rey de Pérgamo, su misión fue rotundamente exitosa, culminando con la ejecución de su padre en Nicomedia. Su reinado fue largo (más de 20 años), y se caracterizó por una estricta adherencia a los planes de Roma, su alianza con dicha república le llevó a asistirla en el conflicto con Aristónico de Pérgamo.
Le sucedió su hijo, Nicomedes III, cuya autoridad no fue unánimemente reconocida.